# Dictionnaire grec-français d'Anatole Bailly
Le Dictionnaire grec-français d'Anatole Bailly, couramment appelé « le Bailly », est un dictionnaire grec ancien-français de référence, dont la première édition est parue en 1895.

## La première édition
Lorsqu'il entreprend l'élaboration d'un dictionnaire grec-français, Anatole Bailly, professeur de lycée à Orléans, s'est déjà fait connaître par ses ouvrages pédagogiques à destination des élèves et étudiants antiquisants. Dans la « Préface » de la première édition, Bailly indique avoir entamé l'élaboration de ce dictionnaire sur le conseil de son maître, E. Egger, dont il fait figurer le nom à titre posthume sur la couverture de la première édition.
Bailly indique, dans sa Préface, avoir composé son dictionnaire à destination des « élèves de nos lycées et de nos collèges » : il distingue ainsi son projet des dictionnaires de grec ancien déjà existants en France (comme le dictionnaire de thème d'Alexandre, Planche et Defauconpret) ou à l'étranger (comme le Greek-English Lexicon de Liddell, Scott et Jones, paru en 1843, ou bien, en Allemagne, les répertoires de Passow ou de Pape), qui étaient destinés à des hellénistes déjà confirmés. Son dictionnaire contient « le vocabulaire complet de la langue grecque classique depuis les origines jusqu'au commencement du VIIe siècle après Jésus-Christ », en couvrant noms communs et noms propres, et en incluant la langue des Écritures et des principaux Pères de l'Église. Il ne couvre en revanche pas l'ensemble du vocabulaire technique (employé par exemple par les grammairiens), ni l'ensemble des variantes de formes présentes seulement sur les inscriptions. Bailly inclut dans ses notices l'indication de la quantité des syllabes, et fournit des citations d'auteurs antiques avec leurs références précises. Le dictionnaire contient, en fin de volume, des notices de mythologie et de religion présentant les principaux dieux et héros grecs : Bailly s'appuie pour ces notices sur la Mythologie de la Grèce antique de Paul Decharme parue chez Garnier en 1879.
La première édition du Dictionnaire grec-français de Bailly paraît en 1895.

## Rééditions
Le Bailly connaît de très nombreuses rééditions : il connaît sa seizième réédition en 1950, et en est à sa vingt-sixième édition en 1963. Ces rééditions sont régulièrement corrigées et améliorées avec le concours de nombreux enseignants et universitaires.
La seizième édition, en 1950, apporte en particulier d'importantes mises à jour portant sur l'étymologie des mots, renouvelée par Pierre Chantraine, ainsi que de nombreuses corrections supervisées par Louis Séchan,. Pour la vingt-sixième édition, en 1963, Louis Séchan refait les notices de mythologie et de religion présentes en fin de volume et revoit la plupart des articles portant sur la mythologie et l'histoire religieuse. Cette édition est réimprimée en 2000 sous le nom « Le Grand Bailly ».
Une réédition électronique, corrigée et augmentée, baptisée « Bailly 2020 - Hugo Chávez », est publiée en ligne par une équipe d'une quarantaine de professeurs en 2020,

## La version abrégée
Un Abrégé du Dictionnaire grec-français paraît en 1901. Il est régulièrement réédité par la suite.